# Jasynuwata
Jasynuwata (ukr. Ясинувата) – miasto w rejonie donieckim, obwodzie donieckim Ukrainy.

## Historia
Miejscowość powstała w 1872 jako osada przy stacji kolejowej, w 1938 została miastem. Jasynuwata była areną walk w czasie wojny o Donbas. Od 2014 znajduje się pod kontrolą Donieckiej Republiki Ludowej.

## Demografia
- 1974 – 39 000
- 2013 – 35 772
- 2014 – 35 701[1]

## Urodzeni w mieście
W Jasynuwatej urodzili się Mykoła Skrypnyk (1872–1933) – ukraiński działacz komunistyczny, ludowy komisarz oświaty USRR (1925–1933), jeden z czołowych przedstawicieli polityki ukrainizacji w USRR w latach dwudziestych XX w. oraz Iryna Dowhań, ukraińska wolontariuszka, torturowana przez prorosyjskich separatystów w sierpniu 2014 roku. Zdjęcie przedstawiające Dowhań przywiązaną do słupa w centrum Doniecka i bitą przez obcą kobietę stało się jednym z symboli tortur, jakich dopuszczali się separatyści wobec ludności ukraińskiej zamieszkującej Donbas.